# Dikgatlhong
Dikgatlhong – wieś w Botswanie w dystrykcie Kweneng. Według spisu ludności z 2011 roku wieś liczyła 204 mieszkańców.